# Those Dancing Days

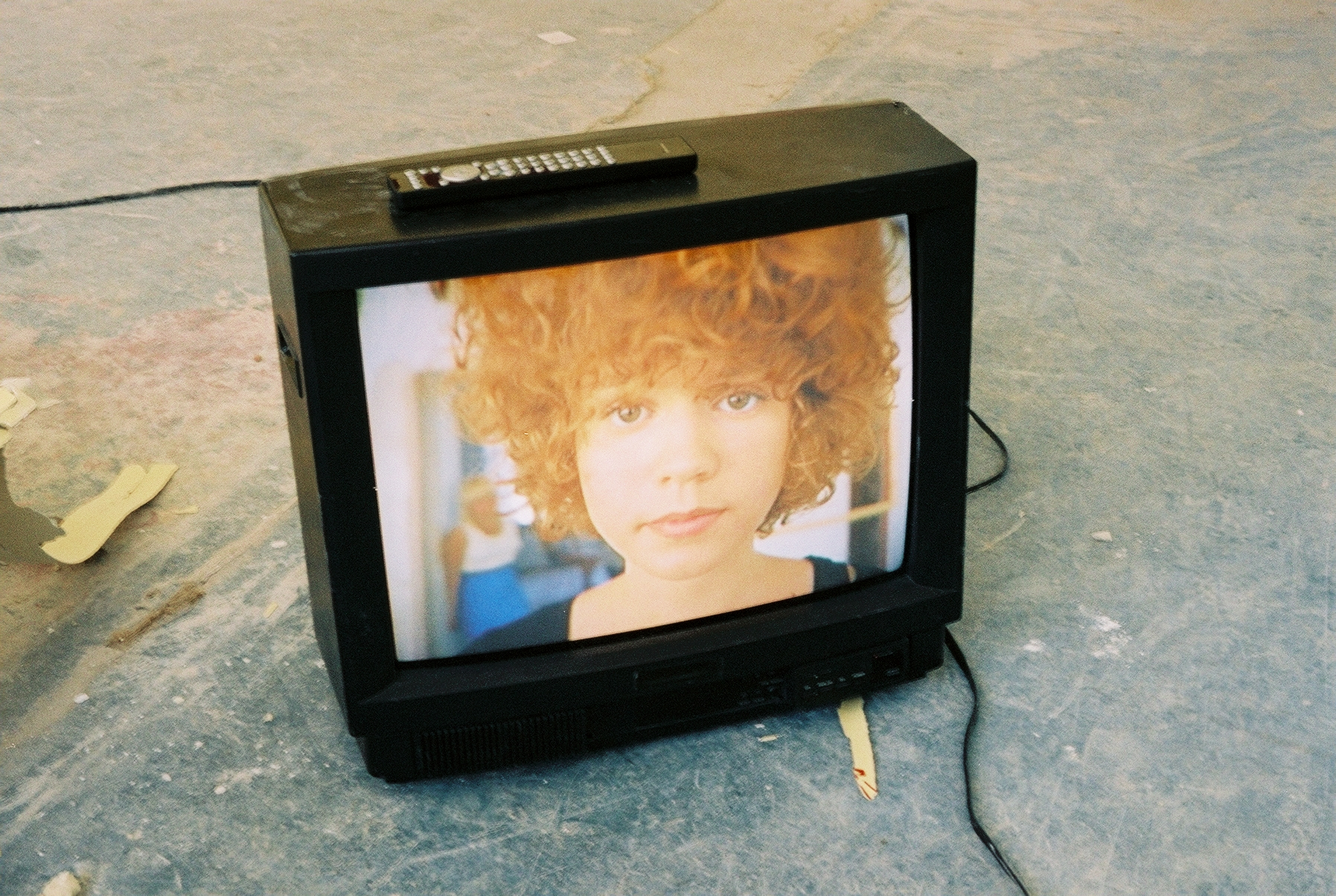
Linnea Jonsson nel video Hitten

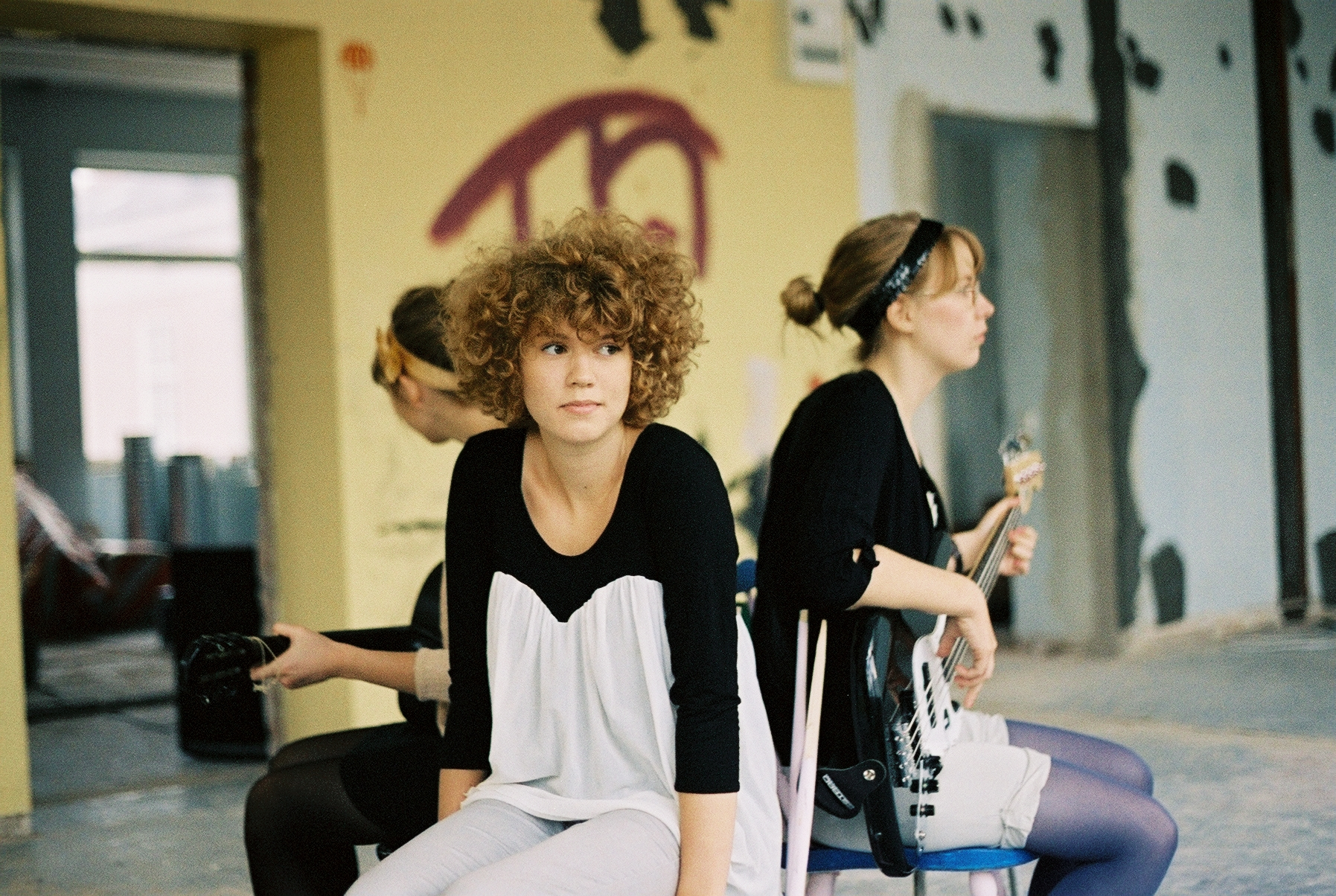
Rebecka, Linnea e Mimmi nel video Hitten

Le Those Dancing Days sono un gruppo Indie pop con influenze Northern soul che si è formato nel 2005 a Necka, un sobborgo di Stoccolma, Svezia.
Il loro nome deriva dalla canzone dei Led Zeppelin Dancing Days. Nel 2007 il gruppo ha ricevuto molta pubblicità, essendo apparso su NME, famoso giornale musicale inglese, e su MTV2, canale satellitare statunitense di MTV.
La band è stata nominata come Best Swedish Act ai prestigiosi MTV Europe Music Awards del 2007.
Il 10 gennaio 2008, le TDD hanno pubblicato il loro primo video, Hitten, con successiva pubblicazione del singolo il 28 dello stesso mese. Il secondo video, Run Run, è stato pubblicato il 18 giugno, mentre il singolo è in vendita dal 7 luglio, sempre del 2008.

## Formazione
- Cissi Efraimsson - batteria
- Mimmi Evrell - basso elettrico
- Linnea Jönsson - voce
- Lisa Pyk Wirström - sintetizzatore
- Rebecka Rolfart - chitarra

## Discografia

### Album studio
- In Our Space Hero Suits (2008)
- Daydreams & Nightmares (2011)[3]

### EP

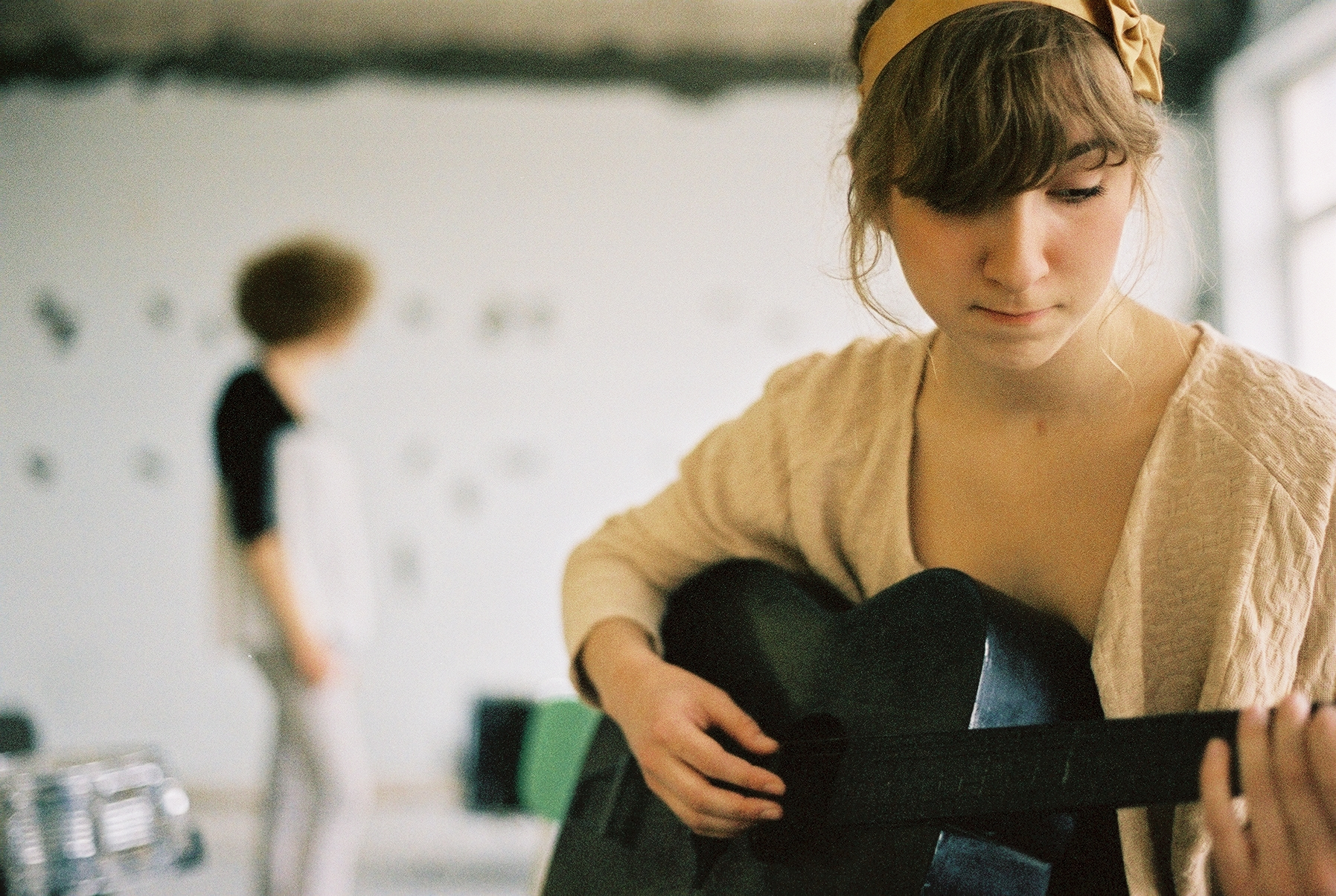
Rebecka e Linnea nel video Hitten

- Those Dancing Days (2007)

## Video Musicali
| Anno | Titolo             | Regia         | Link             |
| ---- | ------------------ | ------------- | ---------------- |
| 2007 | Those Dancing Days |               | Video su YouTube |
| 2008 | Hitten             | Daniel Eskils | Video su YouTube |
| 2007 | Run Run            | Daniel Eskils | Video su YouTube |